# Poinson-lès-Fayl
 Poinson-lès-Fayl  es una población y comuna francesa, en la región de Champaña-Ardenas, departamento de Alto Marne, en el distrito de Langres y cantón de Fayl-Billot.

## Demografía
| 260 | 257 | 255 | 239 | 187 | 161 |
| Para los censos de 1962 a 1999 la población legal corresponde a la población sin duplicidades (Fuente: INSEE [Consultar]) |     |     |     |     |     |